# Мушковатово
Мушковатово — село в Рязанском районе Рязанской области. Входит в Тюшевское сельское поселение.

## География
Находится в северо-западной части Рязанской области на расстоянии приблизительно 7 км на запад-юго-запад по прямой от вокзала станции Рязань II.

## История
Было отмечено уже на карте 1850 года. В 1859 году здесь (тогда деревня Рязанского уезда Рязанской губернии) был учтен 21 двор , в 1897 — 55.

## Население
Численность населения: 161 человек (1859 год), 450 (1897), 485 в 2002 году (русские 95 %), 547 в 2010.